# Ron Vawter
Ron Vawter (Latham, 9 dicembre 1948 – 16 aprile 1994) è stato un attore statunitense e membro fondatore del gruppo teatrale sperimentale The Wooster Group.

## Biografia
Figlio di Matilda Buttoni e Elton Lee Vawter, suo padre morì nel 1972.
Vawter si è esibito nella maggior parte degli spettacoli del gruppo, fino al giorno della sua morte per attacco cardiaco su un volo da Zurigo a New York, nel 1994 all'età di 45 anni.
Oltre ai suoi lavori con il Wooster Group, Vawter è frequentemente apparso in lungometraggi cinematografici, quali Philadelphia, Il silenzio degli innocenti e Sesso, bugie e videotape, generalmente in ruoli di personaggi minori ma memorabili.
Nel suo ultimo spettacolo teatrale, Vawter ha esplorato i temi dell'identità sessuale nella pièce Roy Cohn/Jack Smith, una serie di due monologhi che mettono in contrasto i caratteri di due uomini gay morti di AIDS, malattia di cui lo stesso Vawter soffriva.
La sezione di Jack Smith è una riproduzione dello spettacolo dello stesso Smith What's Underground about Marshmallows, mentre la sezione di Roy Cohn è stata scritta da Gary Indiana.
Lo spettacolo è stato pubblicato sotto forma di film da Jill Godmilow.
Gli scritti di Ron Vawter sono custoditi presso la New York Public Library for the Performing Arts.

## Filmografia
- Sesso, bugie e videotape (Sex, Lies, and Videotape), regia di Steven Soderbergh (1989)
- Affari sporchi (Internal Affairs), regia di Mike Figgis (1990)
- Il silenzio degli innocenti (The Silence of the Lambs), regia di Jonathan Demme (1991)
- Swoon, regia di Tom Kalin (1992)
- Piccolo, grande Aaron (King of the Hill) regia di Steven Soderbergh (1993)
- Philadelphia, regia di Jonathan Demme (1993)
- Fresh Kill, regia di Shu Lea Cheang (1994)
- Roy Cohn/Jack Smith, regia di Jill Godmilow (1994)